# Richland Hills (Texas)
Richland Hills város az USA Texas államában, Tarrant megyében. Lakosainak száma 8621 fő (2020. április 1.).

## Népesség
A település népességének változása:

| 2010 | 7 801 |
| 2020 | 8 621 |